# 卡斯卡韋爾 (巴拉那州)
卡斯卡韋爾（葡萄牙語：Cascavel）是巴西的城市，位於該國南部，由巴拉那州負責管轄，距離庫里奇巴504公里，面積2,100.1平方公里，海拔高度781米，受亞熱帶氣候影響，2010年人口296,975。

## 外部連結
- Cascavel official website （页面存档备份，存于）
- Tourist points of Cascavel (in Portuguese)